# Damian Harris
Damian David Harris (Londres, 2 de agosto de 1958) es un director de cine y guionista inglés.

## Biografía
Harris nació en Londres en 1958. Es uno de los tres hijos del actor irlandés Richard Harris y su primera mujer, la actriz galesa Elizabeth Rees-Williams. Sus hermanos son los actores Jared y Jamie Harris.
En 1981 se casó con la actriz Annabel Brooks, con quien tiene una hija, Ella. Entre 1997 y 2002, vivió con la modelo y actriz australiana Peta Wilson. Tienen un hijo, Marlowe, nacido en febrero de 2002.

## Trayectoria
En 1968 debutó en cine en el papel de Miles en la película Otley. A los dieciséis años participó, junto a sus hermanos, en el álbum de poesía y canciones I, in the membership of my days, editado por su padre. Cursó estudios secundarios en la Downside School, en Somerset. Posteriormente, estudió guion la Universidad de Nueva York.
Debutó como director con los cortometrajes Killing Time y Gleasy Lake y luego dirigió películas como The Rachel Papers, adaptación de la novela de Martin Amis. También dirigió episodios para varias series de televisión. En 2008 filmó Gardens of the Night, protagonizada por John Malkovich.

## Filmografía

### Director
| Año  | Película             | Notas                                               |
| ---- | -------------------- | --------------------------------------------------- |
| 1984 | Killing Time         | Cortometraje                                        |
| 1988 | Greasy Lake          |                                                     |
| 1989 | Seducir a Raquel     | También guionista                                   |
| 1991 | Deceived             |                                                     |
| 1992 | Chillers             | Serie de televisión (1 episodio); también guionista |
| 1995 | Bad Company          |                                                     |
| 1996 | Strangers            | Serie de televisión                                 |
| 1998 | Sins of the City     | Serie de televisión (2 episodios)                   |
| 2000 | Mercy                | También guionista                                   |
| 2008 | Gardens of the Night | También guionista y productor                       |
| 2012 | To the Moon          | Cortometraje                                        |
| 2017 | The Wilde Wedding    |                                                     |

### Actor
| Año  | Película | Papel |
| ---- | -------- | ----- |
| 1968 | Otley    | Miles |